# Aurora (Illinois)
Aurora je grad u američkoj saveznoj državi Ilinois. Prema popisu stanovništva iz 2010. u njemu je živjelo 197.899 stanovnika.